# Karksi (ciruela)
Karksi es una variedad cultivar de ciruelo (Prunus domestica), de las denominadas ciruelas europeas.
Una variedad de ciruela criada en 1946 en el Centro de Investigación Polli Garden, Tartu, a partir de semilla obtenida de la polinización libre de la variedad 'Liisu'.
Las frutas de tamaño medio a grande de forma ovoide ovalada, su epidermis con un color principal amarillo blanquecino, con sobre color rojo rosado, y pulpa de color amarillo blanquecino, consistencia media, agridulce, de muy buen sabor.

## Historia
'Karksi' variedad de ciruela europea que fue obtenida en 1946 por el investigador Julius Eslon en el Centro de Investigación Hortícola Polli, dependiente del "Departamento de Ciencias de la Vida" de la Universidad de Tartu, siendo el resultado de semilla obtenida de la polinización libre de la variedad 'Liisu'.
Ya en 1957 se consideró una posible variedad, y se incluyó en la lista de variedades recomendadas para el cultivo, donde permaneció durante diez años. En 1960 se formalizó a 'Karksi' en la comparación nacional de variedades (plantadas en 1962). Después de 1967, esta ciruela dejó de promocionarse y ahora está casi completamente olvidada.
Para el nombre de la variedad, se ha utilizado la ortografía de los nombres de las variedades según las normas del idioma estonio. Su nombre de 'Karksi' es el de una aldea del municipio de Mulgi, en el condado de Viljandi, Estonia, cerca de la frontera con Letonia.
Se encuentra cultivada en la colección de germoplasma de plantas vivas del Centro de Investigación Hortícola Polli, dependiente del "Departamento de Ciencias de la Vida" de la Universidad de Tartu, desde el año 1998.

## Características
'Karksi' es un árbol de porte erguido, semi robusto, es de mediana altura. 'Karksi' es autoestéril, heredado de su padrino materno, los buenos polinizadores son 'Duke of Edinburgh', 'Emma Leppermann' y 'Queen Victoria', con tiempos de floración muy coincidentes. Los datos de rendimiento provienen de principalmente de la "Estación de pruebas de variedades de Saaremaa", donde (1972-1978) se obtuvo un promedio de ciruelas de 30 a 50 kg por árbol. En cuanto a la resistencia al invierno, cabe destacar que la variedad es de resistencia media. En el invierno 1978 a 1979 las heladas fueron fatales para los árboles y desde entonces la ciruela 'Karksi' no ha vuelto a ser probada. La razón también ha sido la fuerte incidencia de la mancha plateada. La variedad también sufrió fuertemente al tizón foliar.  (observaciones en Poll en 1968-1979).
'Karksi' tiene una talla de tamaño medio a grande de 30 a 45 g, la forma es ovoide ovalada, su epidermis con un color principal amarillo blanquecino, con sobre color rojo rosado, la sutura se puede ver como una línea, con pruina ligera; pedúnculo de longitud mediano, fuerte, con una longitud promedio de 11.05 mm; pulpa de color amarillo blanquecino, consistencia media, agridulce, de muy buen sabor. Según datos de tres años de análisis realizados por el laboratorio químico de Polli, los azúcares en las frutas fueron del 8,3%, ácidos 1,6% y vitamina C 10 m%. (Jaama, A. y E., 1990).
Hueso no adherente, grande, alargado, asimétrico, con el surco dorsal muy ancho y profundo, los laterales más superficiales, zona ventral poco sobresaliente, superficie rugosa.
Su tiempo de recogida de cosecha es en la primera quincena de agosto.

## Usos
Se usa comúnmente como postre fresco de mesa buena ciruela de postre de fines de verano. Las  aplicaciones de procesados están poco estudiadas.